# Svetlana Munkova
Svetlana Munkova (russisch Светлана Владимировна Мунькова Swetlana Wladimirowna Munkowa; * 23. Mai 1965 in Taschkent als Svetlana Ruban) ist eine ehemalige usbekische Hochspringerin.

## Leben
1993 gewann sie bei den Leichtathletik-Asienmeisterschaften in Manila eine Silbermedaille mit einem Ergebnis von 1,92 Metern und unterlag in der Anzahl der Versuche der Siegerin Swetlana Salewskaja aus Kasachstan. 1994 gewann sie bei den Asienspielen in Hiroshima mit einem Sprung von 1,92 Metern die Goldmedaille und revanchierte sich damit an Zalevskaya, die um 3 Zentimeter verlor. Bei den Leichtathletik-Hallenweltmeisterschaften 1995 in Barcelona, schaffte sie es mit einer Wertung von 1,80 Metern nicht ins Finale. Bei der Leichtathletik-Weltmeisterschaften in Göteborg schaffte sie es mit 1,85 Metern erneut nicht ins Finale und teilte sich in ihrer Qualifikationsgruppe die Plätze 15–16.
1996 war sie Mitglied der usbekischen Nationalmannschaft bei den Olympischen Sommerspielen in Atlanta. In der Qualifikation übersprang sie beim ersten Versuch 1,75 Meter, beim dritten schaffte sie 1,80 Meter. Sie belegte am Ende den 28. Platz.
Munkova wurde 1994 mit der Medaille „Ruhm“ ausgezeichnet.